# Marie Savoie
Pour les articles homonymes, voir Savoie (homonymie).
Marie Savoie (5 janvier 1877 au Cateau-Cambrésis en France - 1914 à Verdun) est une miraculée de Notre-Dame de Lourdes.

## Biographie
- 1901 : le 20 septembre à la suite de deux bénédictions lors de la procession du Saint-Sacrement à Lourdes elle guérit d'une mitralite rhumatismale décompensée
- 1908 : elle est reconnue miraculeusement guérie par l'Église, diocèse de Cambrai, le 15 août
- 1914 : elle décède comme infirmière à Verdun

## Sources
- La Voix du Nord du 24 août 2008
- Le site des sanctuaires Notre-Dame de Lourdes